# Landschapskubussen Herne
De landschapskubussen in Herne zijn een vijftal kunstwerken. Ze werden gerealiseerd door (H)echt Herne, een lokaal denkplatform voor positieve initiatieven die het gemeentelijke groepsgevoel moeten versterken.
De kubussen kwamen tot stand dankzij de financiële steun van lokaal bestuur Herne, de Nationale Loterij van België, de Europese Unie, het Europees Landbouwfonds voor Plattelandsontwikkeling, de Vlaamse Landmaatschappij en de provincie Vlaams-Brabant.

## Kubus 1 - Pieter

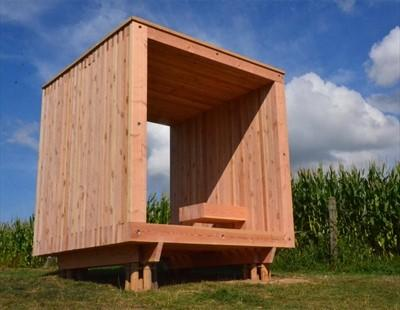
Kubus Pieter

De eerste kubus in Herne, gemaakt uit oregon, staat sinds september 2016 op de beschermde erfgoedsite van het historische Kartuizerklooster, langs een wandelweg. Hij biedt zijn bezoekers een panorama op het centrum van Herne. De kubus is genoemd naar Pieter Bruegel de Oude en staat het veldweggetje tussen de Processiestraat en het oud Kartuizerklooster, tussen wandelknooppunten 404 en 405 (50° 43' 53.7" N; 4° 2' 15.5" E). De kubus meet 3 × 3 × 3 meter. 
In oktober 2023 werd ter ere van 225 jaar Boerenkrijg aan deze kubus een vrijheidsboom geplant. Jan Baptist Eeckhoudt (Herne, 16 januari 1744 - 27 oktober 1798) was een Zuid-Nederlands verzetsstrijder, die vooral bekend werd tijdens de Boerenkrijg. Hij was aanvankelijk pachter en later ook schepen van Herne. Toen in 1798 de Boerenkrijg uitbrak, werd hij leider van de opstandelingen in het kanton Herne. Hij sneuvelde echter tijdens de slag bij het Kartuizerklooster. 

## Kubus 2 - Icarus

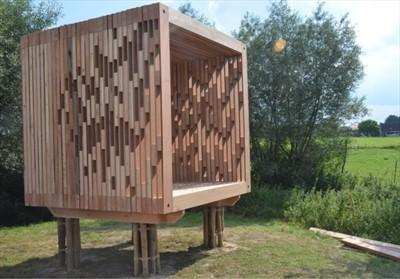
Kubus Icarus

Kubus Icarus ligt verscholen in de Aerebeekvallei. Het lichtspel door de gaten in de wand zijn – afhankelijk van de stand van de zon – spectaculair. Deze keer werd er niet gebouwd op een hoogte, maar werd gekozen voor de luwte van een beekvallei. Hij is even groot als zijn eerdere broertje, maar is nu gebouwd naar een iets creatiever model. De naam van de kubus verwijst naar het schilderij 'De val van Icarus') en staat in Kokejane aan het veldweggetje 'de Koecache' tussen de Broek- en de Waardestraat, tussen wandelknooppunten 424 en 429 (50° 42’ 49.4” N; 4° 3’ 55” E).

## Kubus 3 - Mayken

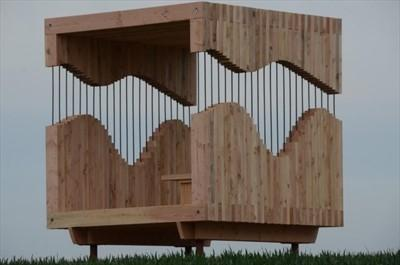
Kubus Mayken

Ingeplant op een heuvelrug in Herfelingen bezorgt kubus Mayken sinds mei 2018 het zicht op de omringende dorpen met in het vizier de kerk- en kloostersite van Heikruis, de dorpskern van Bogaarden, de Satcomsite en de Kesterheide. Bij helder weer is de skyline van Brussel zichtbaar. Ook deze kubus is even groot, maar de ‘wave’ van stalen staven die de kubus doorsnijdt, is typisch voor deze uitvoering. Hierdoor wordt de kubus doorzichtig. De naam Mayken verwijst naar de vrouw van Bruegel. Het staat in Herfelingen aan de Mollestraat (‘Mollekassei’) ter hoogte van de grens tussen Heikruis en Herfelingen, aan wandelknooppunt 362 richting Herfelingen bij de scheidingskam (50° 44’ 29.6” N; 4° 6’ 35.2” E).

## Kubus 4 - Dulle Griet

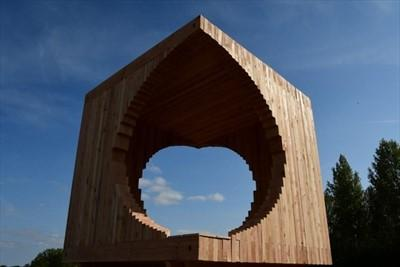
Kubus Dulle Griet

De kubus (D)ulle Griet is de laatste van de vier in Herne. Deze kubus behoudt de afmetingen van 3 x 3 x 3 m; de vierkanten constructie werd diagonaal doorboord door een cilinder. Heel wat figuren zijn te ontdekken, waaronder het hartvormige venster met zicht op de kerk. (D)ulle Griet (naar het schilderij Dulle Griet) staat sinds oktober 2018 in Sint-Pieters-Kapelle aan het veldweggetje Steyvekaitse, tussen wandelknooppunten 413 en 42 (50° 42’ 43.3” N; 3° 59’ 31.7” E). De Steyvekaitse vertrekt vanuit de Brikstraat in Sint-Pieters-Kapelle.

## Kubus 5

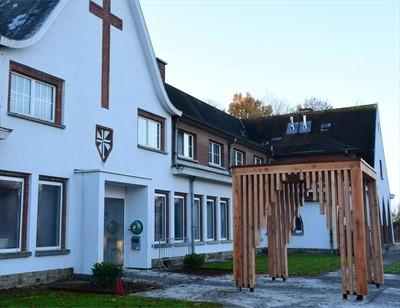
Kubus aan het Dominicanessenklooster

Deze vijfde kubus bevindt zich aan de inkom van het Dominicanessenklooster van Herne. In het design is de vorm van de boogramen van het klooster te herkennen en is er gekozen voor doorkijk. Hiermee wordt de hoofdingang van het klooster benadrukt, maar zonder teniet te doen aan het karakter van het gebouw. Men wordt hiermee aangemoedigd om binnen te gaan in het Dominicanessenklooster.